# Rucentra posticata
Rucentra posticata là một loài bọ cánh cứng trong họ Cerambycidae.